# Caboclinho-de-barriga-preta
Caboclinho-de-barriga-preta (nome científico: Sporophila melanogaster) é uma espécie de ave da família Thraupidae que é endêmica do Brasil. Se alimenta de sementes de gramínias, mas durante o cuidado dos filhotes, passar a consumir insetos também. As fêmeas se diferenciam dos machos por serem beges, e por possuírem o dorso, a garganta e a barriga pálidos e o peito bege-avermelhado. Nidifica em brejos isolados, colocando 2 ovos por ninhada. Costuma migrar ao sul durante a época de reprodução, que compreende de novembro a março, indo para as regiões mais altas de Santa Catarina e Rio Grande do Sul, junto com outras espécies de aves, como o caboclinho e o caboclinho-de-papo-escuro.